# Ткачук, Анатолий Фёдорович
Анатолий Федорович Ткачук (род. 6 апреля 1958, с. Редкодубы (Хмельницкий район), Хмельницкая область) — украинский политик.

## Биография
В 1980 году окончил радиотехнический факультет Одесского политехнического института. В 1996 году — юридический факультет Киевского национального университета имени Тараса Шевченко.
С августа 1980 по июль 1991 инженер-конструктор, начальник группы Особого конструкторского бюро Хмельницкого радиотехнического завода.
В апреле 1990 был избран Народным депутатом Украины первого созыва, член комиссии по вопросам суверенитета, межгосударственных и межнациональных отношений; председатель подкомиссии по вопросам законодательства, заместитель председателя комиссии по вопросам законодательства и законности Верховного Совета Украины.
С мая 1994 по февраль 1997 — исполнительный директор проекта Программы содействия Парламенту Украины (по контракту). С февраля 1997 по ноябрь 1999 — председатель Института гражданского общества (Киев). С ноября 1999 по январь 2003 — директор Представительства корпорации «Международный центр некоммерческого права» на Украине (Киев). С января 2003 по декабрь 2005 — частный предприниматель (юридические, консультационные услуги).
С декабря 2005 по 15 февраля 2008 — советник Президента Украины. С декабря 2005 по октябрь 2006 — руководитель Главной службы региональной и кадровой политики Секретариата Президента Украины.
13 ноября 2008 — назначен заместителем Министра регионального развития и строительства Украины. Работал на этой должности до марта 2010.

## Награды и почести
- Орден «За заслуги» ІІІ степени (1997)[5]
- Благодарность Кабинета Министров Украины (2000)
- Почетная грамота Кабинета Министров Украины (2008)
- Почетная грамота Главгосслужбы Украины (2008)
- Заслуженный юрист Украины (2009)[6]